# Bastawad, Belgaum
Bastawad là một làng thuộc tehsil Belgaum, huyện Belgaum, bang Karnataka, Ấn Độ.